# خايمي أوسوريو غوميز
خايمي أوسوريو غوميز (بالإسبانية: Jaime Osorio Gómez)‏ (و. 1947 – 2006 م) هو ممثل، ومخرج أفلام، ومنتج أفلام، وكاتب سيناريو كولومبي، ولد في فيتيربو، توفي عن عمر يناهز 59 عاماً.

## وصلات خارجية
- خايمي أوسوريو غوميز على موقع IMDb (الإنجليزية)
- خايمي أوسوريو غوميز على موقع ألو سيني (الفرنسية)
- خايمي أوسوريو غوميز على موقع أول موفي (الإنجليزية)
- خايمي أوسوريو غوميز على موقع قاعدة بيانات الأفلام السويدية (السويدية)
- خايمي أوسوريو غوميز على موقع قاعدة بيانات الفيلم (الإنجليزية)
- خايمي أوسوريو غوميز على موقع كينوبويسك (الروسية)